# Trans-la-Forêt

Trans-la-Forêt este o comună în departamentul Ille-et-Vilaine, Franța. În 1 ianuarie 2022 avea o populație de 638 de locuitori.